# Mobile21
Mobile21 est un studio de développement de jeux vidéo japonais fondé en 1999. Il s'agit d'une coentreprise créée à parts égales par Konami et Nintendo.

## Ludographie
Game Boy Color]
- Net de Get Minigame @100 (2001)

Game Boy Advance
- Doraemon: Midori no Wakusei Doki Doki Daikyūshūtsu! (2001)
- EX Monopoly (2001)
- Gradius Advance (2001)
- Jurassic Park 3: Dino Attack (2001)
- Meine Liebe (2001)
- Mobile Professional Baseball (2001)
- Monster Guardians (2001)[2]
- Deadly Skies (2002)
- Koro Koro Puzzle Happy Panechu! (2002)
- Mail de Cute (2002)